# Iwo Jima
Iwo Jima (japonsko 硫黄島, Iōtō [⁠ioːtoː⁠], tudi Iōjima [⁠ioːʑima⁠], kar pomeni »žvepleni otok«) je 21 km² velik vulkanski otok južno od Japonske, pod katere upravo tudi spada. Je del otoške skupine Vulkanskega otočja, ki se nahaja 1200 km južno od Tokija. Otok je postal znan po bitki za Iwo Jimo, ki je potekala med drugo svetovno vojno med ZDA in Japonsko. Po vojni so otok okupirale ZDA ter ga ponovno vrnile Japonski leta 1968.
V zadnjih letih je otok ponovno znan zaradi dveh filmov, in sicer Zastave naših očetov (Flags of Our Fathers) in Pisma z Iwo Jime (Leters from Iwo Jima), ki prikazujeta medvojne dogodke iz različnih zornih kotov.
Najvišja točka otoka je 161 metrov visoka gora Suribači, ki se nahaja na južnem delu otoka. V nasprotju z ostalimi vulkanskimi otoki je ta relativno raven, tako da vzpetina predstavlja edino značilnost vulkanskega otoka.
Otok je del prefekture Tokio, na njem pa se ukvarjajo z izkopavanjem žvepla in predelavo sladkorja. Danes stalnih prebivalcev otoka ni. Za njegov obisk je treba pridobiti posebno dovoljenje. Nekdanji otočani in vojni veterani lahko obiščejo otok samo v času spominskih slovesnosti.

## Spominske slovesnosti
Prva spominska slovesnost je na otoku potekala 19. februarja 1985, na dan, ko je minilo natanko 40 let od izkrcanja ameriških čet na otok. Spominske slovesnosti sta se udeležili obe strani in se tako poklonili vsem padlim v bitki za otok. V spomin so postavili granitni spomenik. Spominske slovesnosti so bile tudi leta 1995 ob 50-letnici in leta 2005 ob 60-letnici bitke za otok.

## Mornariška letalska baza
Na otoku se danes nahaja mornariška letalska baza japonske mornarice. Letalska steza je dolga 2650 m, široka pa je 60 m. Letalska baza je zadolžena za nadzor zračnega prostora, reševanje ter oskrbo letal. Bazo občasno uporablja tudi ameriška mornarica.

## Jedrska baza ZDA
Iwo Jima je bila eden izmed mnogo japonskih otokov, ki so jih ZDA v času hladne vojne uporabljale za skladiščenje jedrskega orožja, kljub temu da je Japonska nasprotovala nameščanju jedrskega orožja na svojih tleh.